# Dircaeomorpha clavicornis
Dircaeomorpha clavicornis is een keversoort uit de familie zwamspartelkevers (Melandryidae). De wetenschappelijke naam van de soort werd in 1896 gepubliceerd door Léon Marc Herminie Fairmaire.